# Maigné
Maigné é uma comuna francesa na região administrativa do País do Loire, no departamento de Sarthe. Estende-se por uma área de 11.5 km². Em 2010 a comuna tinha 360 habitantes (densidade: 31,3 hab./km²).